# 隆背鮋
隆背鮋，為輻鰭魚綱鮋形目鮋亞目鮋科的其中一種，為熱帶海水魚，分布於西大西洋美國佛羅里達與墨西哥灣北部到巴西海域，棲息深度36-118公尺，體長可達23公分，棲息在沿岸底層水域，生活習性不明。